# Vall de Gallinera
Vall de Gallinera (en valenciano y oficialmente, la Vall de Gallinera) es un municipio de la Comunidad Valenciana, España. Situado en el noreste de la provincia de Alicante, en la comarca de la Marina Alta. Cuenta con una población de 584 habitantes (INE 2024).

## Geografía
Es este un valle alargado, en forma de corredor con dirección nordeste-suroeste, en el que tiene su nacimiento y discurre el río Gallinera, que está rodeado por montañas: la sierra del Almirante, la sierra de la Albureca y la sierra Foradada.
Se accede por carretera, desde Alicante, a través de la N-332, tomando luego la CV-700.

### Pueblos
Vall de Gallinera está conformado por 8 núcleos urbanos que conforman el municipio:
- Benirrama, también llamado Benirama, Benirahama o Benerahacma al lo largo de su historia. Como muchos de los pueblos y Vall de Gallinera es de origen árabe y el prefijo Beni, tan usual en la toponimia de este valle, significa hijo de. La primera documentación escrita de este pueblo se remonta al censo de 1369. El topónimo Beni Rahma proviene del nombre de una familia y según el censo representaba entre un tercio y dos tercios de las unidades familiares que lo habitaban. Sus habitantes habituales reciben el nombre de benirraminos y benirraminas. Cabe destacar su castillo, denominado de Benirrama o Gallinera, que data de principios del siglo XI y que en el siglo XIII pertenecía a los dominios del caudillo Al-Azraq. El antiguo Camino Real conforma dentro del pueblo a la Calle Mayor donde en uno de sus extremos se encuentra la iglesia de San Cristóbal, la más antigua de Vall de Gallinera, con retablos del siglo XV. También se encuentra el Calvario, con retablos cerámicos de datan de finales del siglo XIX.

- Benialí, también escrito en documentos antiguos como Benicalill, Benihalill, Benihalil, Benihalí, Bonielill o Benielí. Está documentado por primera vez en el censo del año 1369. Su nombre actual proviene del topónimo Bani Jalil, perteneciendo a una familia árabe. Dos años después de la expulsión de los moriscos, el 10 de junio de 1611 en la plaza de este pueblo, el procurador del duque de Gandía, Mateu de Roda, entregó ante el notario Pere Chella y con la presencia de un centenar de cabezas de familia que venían a repoblar este valle, la Carta Puebla. En ella aparecían detallados los nombres y apellidos de todos los repobladores mallorquines, la mayor parte provenían de Andrach. Actualmente se conservan algunos de los apellidos que llevaban estas personas como Alemany, Palmer, Verches (Berger) y Seguí, los cuales son los más comunes en el valle. En Benialí se puede visitar sus calles empinadas y la arquitectura de sus casas. El Camino Real transcurre por la Calle d'En Mig, donde se encuentra la fuente de Benialí o de la Concepción con su lavadero y la iglesia de San Roque, patrón del pueblo. También cuenta con la cooperativa, donde se encuentra la almazara donde se elabora el aceite del valle. En Benialí se encuentra el ayuntamiento, el colegio y la oficina de turismo de Vall de Gallinera.

- Benisivá, es un núcleo urbano pegado al de Benitaya. En este pueblo se encuentra una iglesia de la misma época de las poblaciones colindantes dedicada al patrón del pueblo San Miguel.

- Benitaya, documentada como Benitahar, Benitaher, Benitaer, Benitala o Beniyaya. La primera documentación escrita data del censo de 1369 y proviene del nombre árabe Bani Tàhir, nombre de familia. Benitaia está compuesta por tres calles, el de Dalt, el d'Enmig y el de Baix. A escasos metros de Benitaia se encuentra el Calvario, la fuente de l'Hort y restos del antiguo convento franciscano. Desde este punto se puede observar la alineación solar de la Penya Foradà, fenómeno que se remonta al año 1611, dos años después de la expulsión de los moriscos, cuando los franciscanos construyeron un convento con el patrocinio del duque de Gandía y quisieron que estos se ubicaran en el lugar preciso donde, coincidiendo con el día de la celebración de su patrón San Francisco de Asís, el 4 de octubre, los rayos del sol atravesaran la Foradà e iluminasen el lugar donde estaba el convento. Esta alineación solar se repite el mes de marzo, alrededor del día 8.

- La Carroja, se cita en textos antiguos con diferentes variantes ortográficas como Rachalosa, Caroja, Queroja, Carrocha o Carrosa. Como la mayor parte de los pueblos del valle, aparece documentada por primera vez en el censo de 1369. El origen etimológico se desconoce y se tendría que buscar fuera del árabe. El antiguo Camino Real cruza La Carroja. El lugar está compuesto únicamente por dos calles, el de la Carretera y el más largo, el de la Iglesia. Al recorrerlos nos encontramos con la Font de Baix, que se utilizaba también como lavadero y su iglesia dedicada a San Francisco de Borja, el patrón del pueblo.

- Alpatró, también llamado Petro, Patro, lo Patron, Potron y Potro a lo largo de la historia. Esta documentado por primera vez el año 1290 y su etimología no es árabe, aunque en un texto del año 1578 se cita como al-Batrún. En la década de 1950 se encontró una lápida sepulcral del año 942 (considerada una de las más antiguas de las inscripciones árabes encontradas en la Comunidad Valenciana), en la actualidad expuesta en el Museo Arqueológico Camil Visedo de Alcoy. Destaca la iglesia de la Asunción y la fuente de Alpatró que se encuentra justo delante de la citada iglesia. También cabe nombrar la antigua almazara que en la actualidad hace de museo etnológico, la fortificación islámica del Castellot, y el lavadero, uno de los pocos del valle cubierto, en el camino de salida hacia Llombai y Benisili. En este pueblo se encuentran las instalaciones de la cooperativa "Cireres de la Muntanya d'Alacant" y también la Cooperativa de Sant Marc.

- Llombai, citado en documentación antigua con las variantes Lombayer, Lombart, Lombaer, Lombay y Llombay. La etimología de su topónimo no es árabe, aunque aparece como al-Lumbar. La primera cita en un texto cristiano data del censo de 1369. Aunque actualmente se han restaurado algunas casas, el pueblo quedó deshabitado en la década de 1970, cuando su último habitante, el misterioso centroeuropeo llamado Stefan Gregor (conocido en el valle como el alemán de Llombai) falleció en extrañas circunstancias. El pueblo tiene una única calle. En su entrada se puede observar la antigua almazara y al final del pueblo, justo al lado del barranco, se encuentra su lavadero con una fuente de tres chorros.

- Benisili, pequeña población de unos 50 habitantes, con iglesia dedicada a San Pascual Bailon y el beato Andrés Bibernon. El núcleo urbano tiene dos calles, un puente y una iglesia, el primero de ellos separado en dos tramos por el río Gallinera, que antes de atravesar el pueblo, nace cerca, la fuente de la Mata. Se practica la ganadería y la recogida de aceitunas, almendras y cerezas, principalmente. Además de la fuente de la Mata se puede encontrar la fuente Vella, situada al margen derecho del río Gallinera y la fuente del Llavador. Hoy en día, también hay actividad dedicada al turismo rural. En Benisili, donde pasaba muchas temporadas, habita la familia de Rafael Giner Estruch, capitán músico, compositor de la famosa marcha mora El moro del Cinc- Al castillo de Benisili, que domina todo Vall de Gallinera, se encuentra una fuente y los restos de una construcción creada por Stefan Gregor, el alemán de Llombai. Existe una hipótesis de que este personaje era un refugiado militar de la Segunda Guerra Mundial.

### Los despoblados moriscos
Además de los actuales 8 núcleos urbanos de Vall de Gallinera se encontraban alquerías antiguas que la gran mayoría desaparecieron tras la expulsión de los moriscos en la zona:
- La Alcudia: también llamada Alcudia de Gallinera. Se documenta por primera vez en el censo de 1369. Proviene del árabe al-Kúdya, que significa colina. Estuvo habitada hasta 1880. Actualmente se pueden ver restos de sus casas y su iglesia dedicada a Santa María Magdalena. El pueblo se encontraba entre Benialí y Benirrama.

- Benibader: citado también como Beninbader, Benibeber o Benihader. Documentado en los censos de 1369 y 1391; también en un texto árabe de 1369. Proviene del árabe Bani Bádar, nombre de la familia. Desapareció cerca del siglo XV. Se encontraba entre La Carroja y Alpatró.

- Benicalaf: citado de otras formas como Benehalaf, Benitalaf, Benicalafaft. Solo se documenta en los censos de 1369 y 1391. Proviene del árabe Bani Jaláf, nombre de la familia. Desapareció cerca del siglo XV. Se encontraba próximo a Alpatró.

- Beniestop: citado también como Abeniestop, Benistop, Benistrop o Beniestrop. Documentado desde el censo de 1369 hasta 1609, fecha en que quedó despoblado. Proviene del árabe Bani Astúbb, nombre de la familia. Se encontraba próximo a Benitaia.

- Benifotox: ortografiado otras veces como Benifeteff, Benifataf, Benifaraft o Benifotof. Documentado en los censos de 1369 y 1391. Proviene del árabe Bani Jattáb, nombre de la familia. Desapareció cerca del siglo XV. Se encontraba entre Benialí y Benirrama.

- Benihahia: Solo está documentada en el censo de 1391 con tres casas. Proviene del árabe Bani Yahyá, nombre de la familia. Se encontraba entre Benitaia y Benissivà.

- Benimamet: También llamada por su documentación Benibambit, Benimamit o Beniasmet. Se documenta por primera vez en la toma de posesión del valle en 1497. Proviene del árabe Bani Mucábidd, nombre de la familia. Se encontraba próximo a Benirrama.

- Benimahomet: También llamado como Benimoamit, Benimamit, Benimohet o Benimohamet. Aparece documentado por primera vez en la desmembración parroquial de 1574. Proviene del árabe Bani Muhammad, nombre de familia. Se encontraba próximo a Benirrama.

- Benimarsoc: Aparece con las variantes Benimanzer, Benimarzoque, Benimarzoch, Benimazoch, Benimasoch, Benimaroc, Benimasot, Benimarcoch, Benimarçoh o Benimaiorques. Documentado por primera vez en 1286. Quedó despoblado y abandonado completamente en 1920. Actualmente quedan restos de las construcciones. El pueblo se encontraba entre Benirrama y ya fuera del valle con el municipio de Adsubia.

- Bolcàssim: También llamado Benalcaçim, Benalcatim, Bolcaçim, Bolcacim, Bolcasim, Bolcain o Bulcacim. Documentado por primera vez en el censo de 1369. Proviene del árabe Bani-l-Qásim, nombre de la familia. Actualmente es el nombre de una partida. Se encontraba muy próximo a Benitaia.

- Rafol: Llamado también como Rahal, Rafal, Rafalet o Arruyal. Se documenta por primera vez en el censo de 1369. Proviene del árabe Ráhal que significa finca. Se encontraba cerca de Benialí.

- Solana de Benisili:  En la solana de Benisili se han encontrado restos de una posible alquería, pero de momento no se ha podido documentar. Sería el primer núcleo urbano antes de Benisili por la entrada interior del valle.

- La Solana: También se denominaba Casolana. No hay documentación anterior al desarme de los moriscos el año 1563. De todos los núcleos urbanos es el único con etimología románica, es decir, se trata de un nombre valenciano. Se encontraba entre la actual Benialí y La Carroja.

### Localidades limítrofes
Limita con los términos municipales de Adsubia, Lorcha, Planes, Valle de Alcalá, Vall de Ebo dentro de la provincia de Alicante y Villalonga en la provincia de Valencia.

## Historia
Como en todos los otros valles del interior de la Marina Alta, los árabes ocuparon durante casi seis siglos estas tierras. Después de la expulsión de los moriscos (1609), la Vall de Gallinera quedó tan despoblada, que el duque de Gandía, al que pertenecía este territorio, trajo de Mallorca 150 familias para repoblar el valle. Las consecuencias de este hecho, serían contadas por el botánico Antonio José de Cavanilles de la siguiente manera: "Échase de ver todavía el origen de todos ellos en el acento y dialecto de sus moradores. Son muy aplicados al trabajo, todo lo aprovechan y viven contentos en aquel recinto delicioso".

## Geografía humana

### Demografía
Cuenta con una población de 584 habitantes (INE 2024).
| Gráfica de evolución demográfica de Vall de Gallinera entre 1842 y 2021                                               |
| |
| Población de derecho según los censos de población del INE. Población de hecho según los censos de población del INE. |

El núcleo más poblado es Alpatró (224 habitantes en el 2007), seguido de Benialí (148 hab.).
|           | 1900 | 1910 | 1920 | 1930 | 1940 | 1950 | 1960 | 1970 | 1981 | 1991 | 2000 | 2005 | 2007 | 2019 |
| --------- | ---- | ---- | ---- | ---- | ---- | ---- | ---- | ---- | ---- | ---- | ---- | ---- | ---- | ---- |
| Población | 1949 | 2324 | 2082 | 1940 | 1954 | 1695 | 1350 | 1107 | 900  | 726  | 578  | 622  | 672  | 571  |

### Economía
Los cultivos principales de la zona son los cerezos, almendros, olivos y algarrobos.

## Política
| Periodo   | Nombre                             | Partido           |
| --------- | ---------------------------------- | ----------------- |
| 1979-1983 | Ángel Mengual Camps                | UCD               |
| 1983-1987 | José Seguí Seguí                   | PSPV-PSOE         |
| 1987-1991 | José Seguí Seguí                   | PSPV-PSOE         |
| 1991-1995 | Miguel Marza Cervera               | PP                |
| 1995-1999 | Miguel Marza Cervera               | PP                |
| 1999-2003 | Miguel Marza Cervera               | PP                |
| 2003-2007 | Carmen Palmer Reig José Cirre Tito | PSPV-PSOE BLOC-EV |
| 2007-2011 | Francesc Miquel Cortell Camps      | PP                |
| 2011-2015 | Vicente Sanchís Mengual            | PP                |
| 2015-2019 | Antonio Gil Pardo                  | Gent per la Vall  |
| 2019-2023 | Antonio Gil Pardo                  | Gent per la Vall  |

## Monumentos y lugares de interés

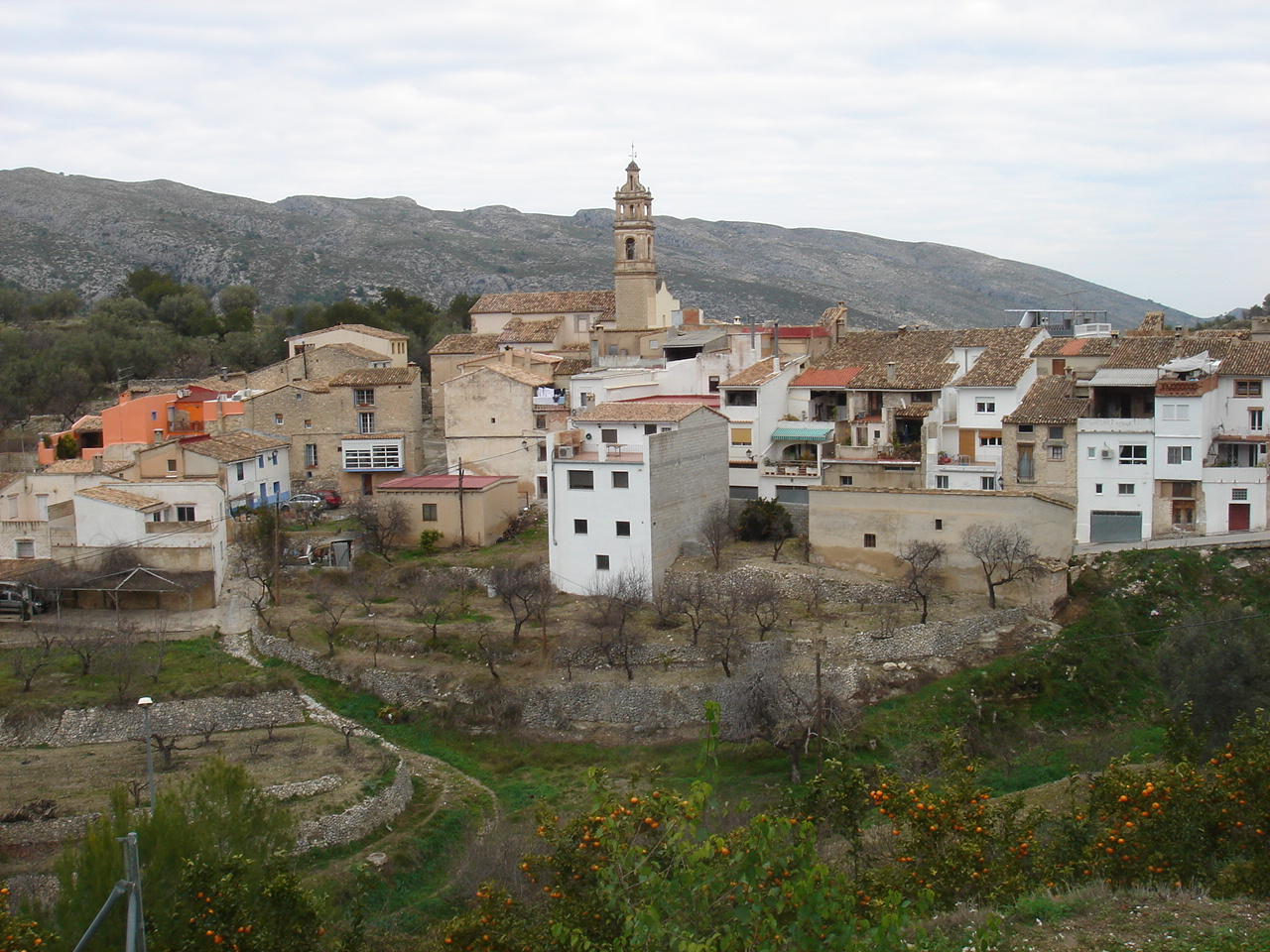
Núcleo urbano de Benisivá en el Val de Gallinera

- Castillo de Benirrama. Tuvo mucha importancia en la época de Jaime I.

- Fuerte islámico. Los restos del fuerte islámico de Benisili están ubicado en las alturas que dominan la Vall de Gallinera.

- Ruinas del convento. Las ruinas del convento del siglo XVIII se encuentran en las cercanías de Benitaia.

## Fiestas
- Fiestas Patronales. Se celebran en cada pueblo durante los fines de semana de agosto y septiembre.

- Fiestas de Benirrama: Último fin de semana de julio.
- Fiestas de Benisivá: Primer fin de semana de agosto en honor de san Roque.
- Fiestas de Benialí: Segundo fin de semana de agosto en honor de san Miguel y a la Virgen de los Desamparados.
- Fiestas de Alpatró: Del 14 al 18 de agosto.
- Fiestas de La Carroja: Tercer fin de semana de agosto en honor de san Francisco de Borja.
- Fiestas de Benisili: Último fin de semana de agosto en honor a San Pascual Bailón.
- Moros y Cristianos. Se celebran en Benialí, aunque los demás pueblos durante sus fiestas patronales también las representan.